# Brama Smoleńska

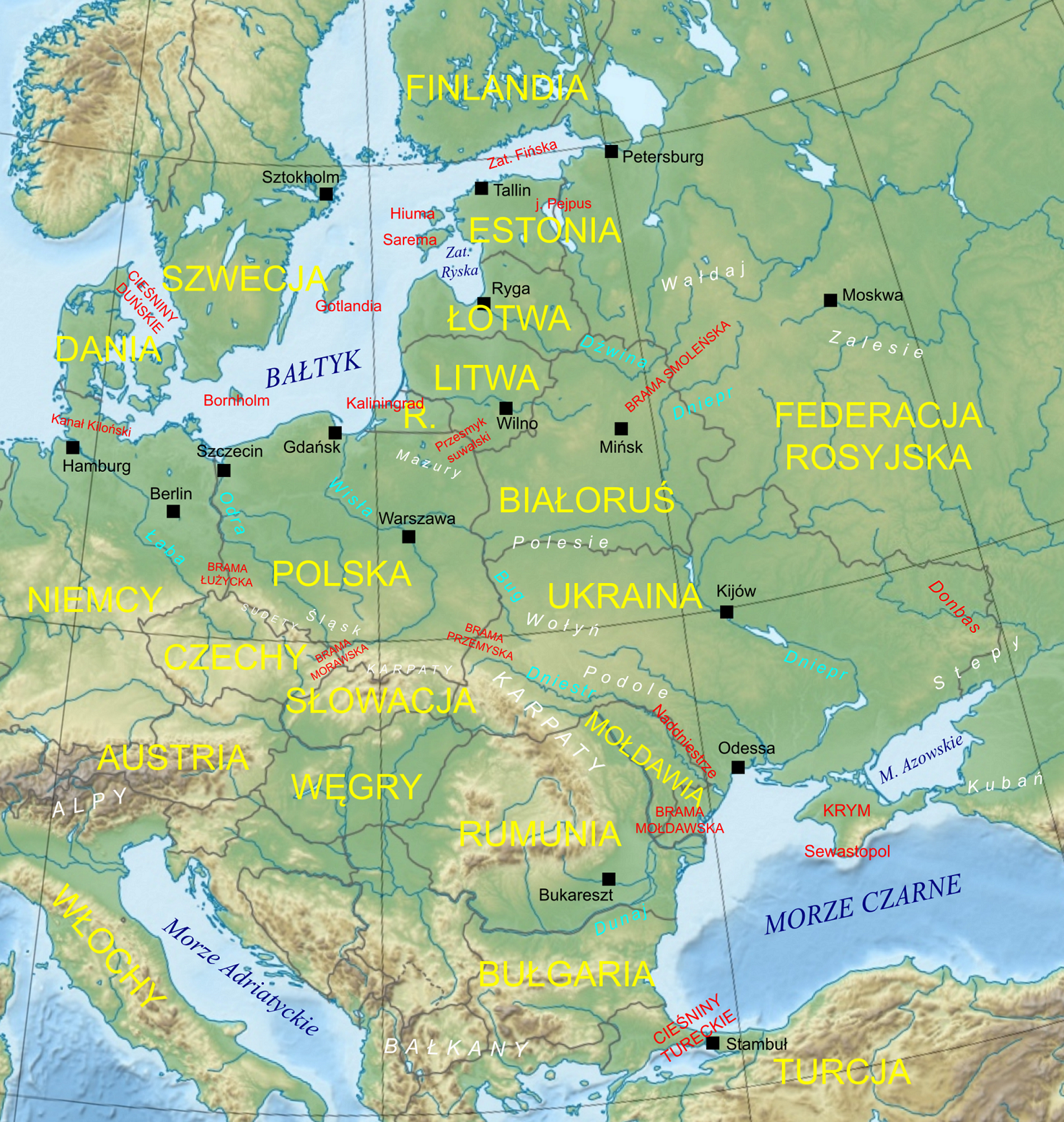
Geostrategiczna mapa Europy Środkowej. Na czerwono zaznaczone miejsca o znaczeniu strategicznym.

Brama Smoleńska (wrota smoleńskie, klucz Moskwy) – historyczne i geostrategiczne pojęcie określające przesmyk pomiędzy górną Dźwiną i górnym Dnieprem.
Przez obszar ten przechodzi najkrótsza i najłatwiejsza do przebycia (zwłaszcza dla dużych mas wojska) droga prowadząca z zachodniej i środkowej Europy do centralnej Rosji i jej stolicy Moskwy.
Od około 1395 do 1793 na Bramie Smoleńskiej opierała się wschodnia granica państwa polsko-litewskiego. Obecnie stanowi ona pogranicze Białorusi i Rosji.

## Geografia

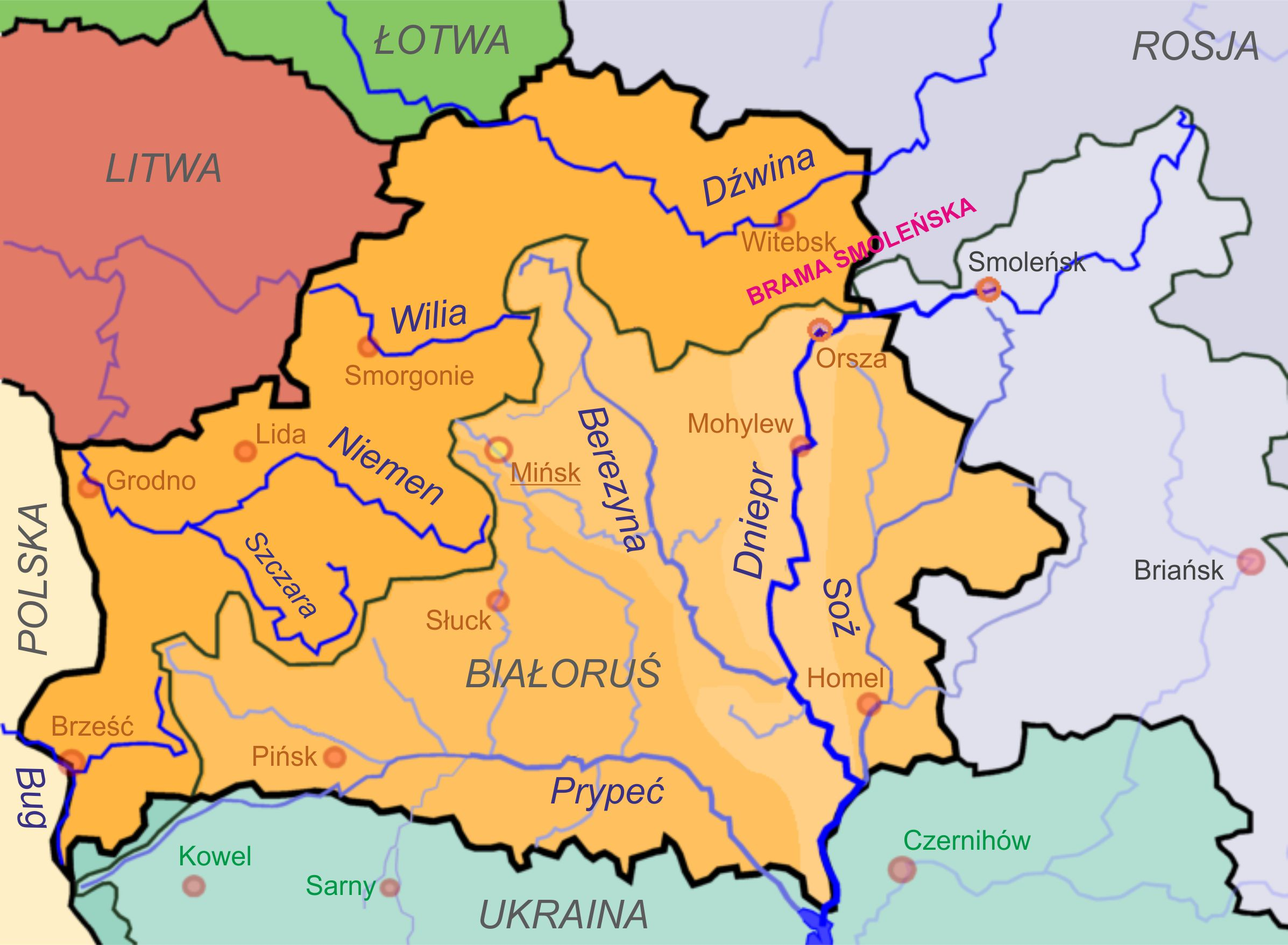
Rzeki i dorzecza Białorusi, wododział bałtycko-czarnomorski oraz Brama Smoleńska.

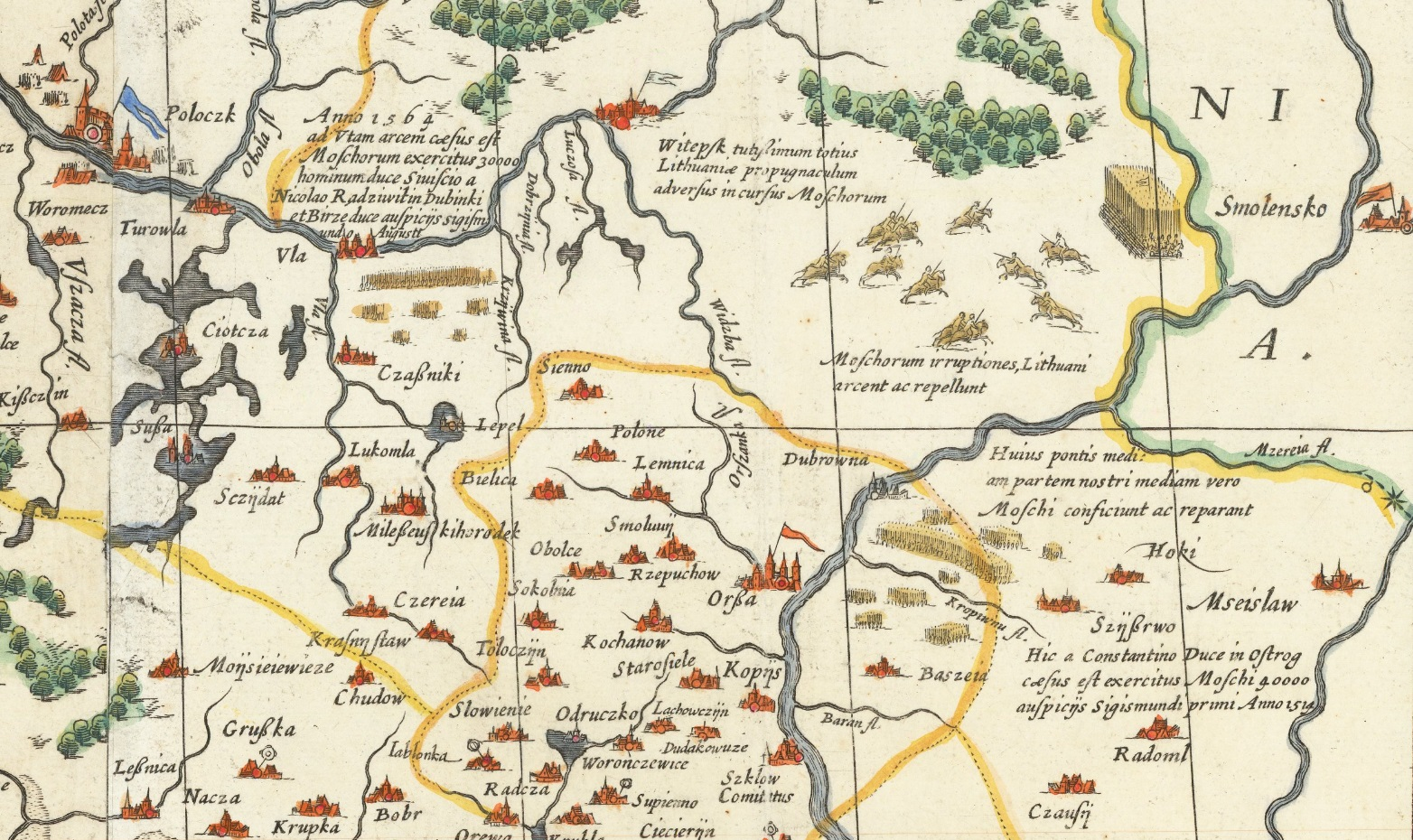
Brama Smoleńska, fragment „mapy radziwiłłowskiej” z 1613 roku. Widoczne wzmianki o najazdach moskiewskich i ważniejszych bitwach.

Brama Smoleńska znajduje się na linii głównego wododziału pomiędzy zlewiskami Morza Bałtyckiego i Czarnego. Stanowi odcinek łączący wyżyny tworzące ten wododział – Grzędę Białoruską i Grzędę Smoleńsko-Moskiewską.
Głównymi miastami są Smoleńsk nad Dnieprem i Witebsk nad Dźwiną.
Stosunkowo wąski korytarz (ok. 80 km szerokości) umożliwia ominięcie naturalnych przeszkód w postaci dużych rzek (Dniepr, Dźwina) oraz lasów, mokradeł i bagien (przede wszystkim rozlewisk Prypeci na Polesiu).
Jacek Bartosiak wyjaśnia:

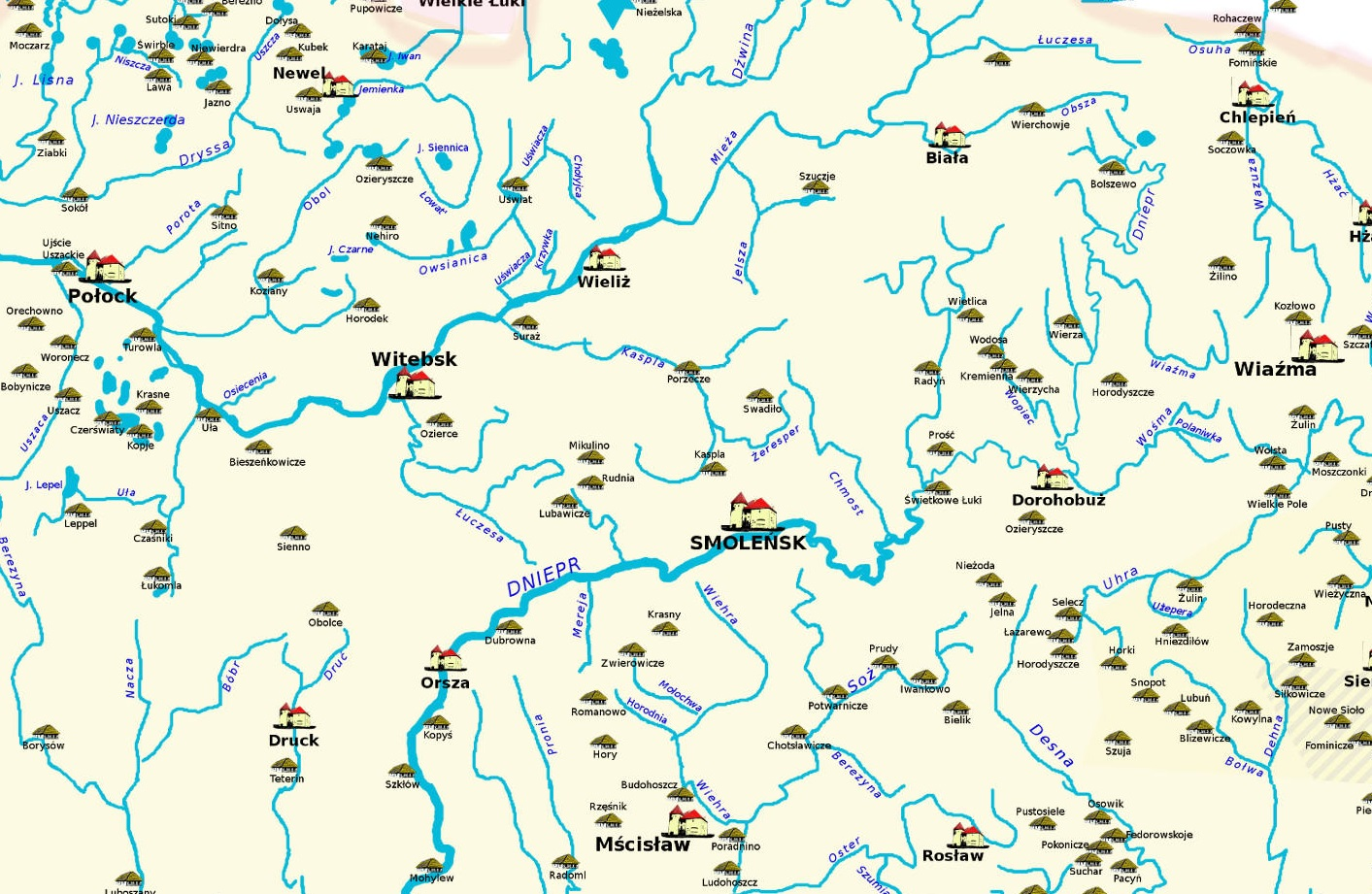
Twierdze Bramy Smoleńskiej, fragment [https://commons.wikimedia.org/wiki/File:Wschod_rzeczpospolita.jpg mapy wschodnich granic państwa Jagiellonów

Przerwa między górnym Dnieprem a Dźwiną, tworząca bramę smoleńską, ma około 80 kilometrów szerokości i jest to nizinna równina pokryta lasami i poprzecinana rzeczkami oraz w jednej trzeciej szerokości przegrodzona błotami (Błota Weretejskie – 25 kilometrów długości i 15 kilometrów szerokości).
Historyk Dariusz Kupisz opisuje położenie Bramy Smoleńskiej:
Obszary rozciągające się na południe od Wyżyny Smoleńsko-Moskiewskiej wybitnie nie sprzyjały działaniom wojennym. Teren jest tu wprawdzie nizinny i płaski, lecz przecinają go rzeki płynące z północy na południe. Posuwanie się armii na wschód lub zachód utrudniają poważnie Desna, Soż, Berezyna, Świsłocz, Ptycz, Słucz i wreszcie sam Dniepr. Ich brzegi są z reguły błotniste, porośnięte krzewami bądź lasem. W przypadku agresji ze wschodu nawet przebycie tych licznych zapór rzecznych nie gwarantowało powodzenia. W miarę posuwania się na zachód lasy stawały się coraz gęstsze, koryta rzek coraz bardziej podmokłe, aż wreszcie pojawiało się bagniste Polesie z licznymi dopływami Prypeci. Na północ od „Bramy Smoleńskiej” teren jest równie trudny do prowadzenia działań wojennych. Od Połocka po Wieliż rozciąga się grupa licznych dużych jezior i bagien, porośniętych gęstym lasem. Największą osłoną „Bramy Smoleńskiej” od strony północnej jest jednak sama Dźwina i jej dopływy. Dodatkowe utrudnienie stanowi grupa jezior lepelskich, znajdująca się w odległości ok. 100 km na zachód od „Bramy”. Wraz z błotnistymi brzegami górnej Berezyny blokują one dostęp do Smoleńszczyzny z północnego zachodu

## Historia

### Średniowiecze

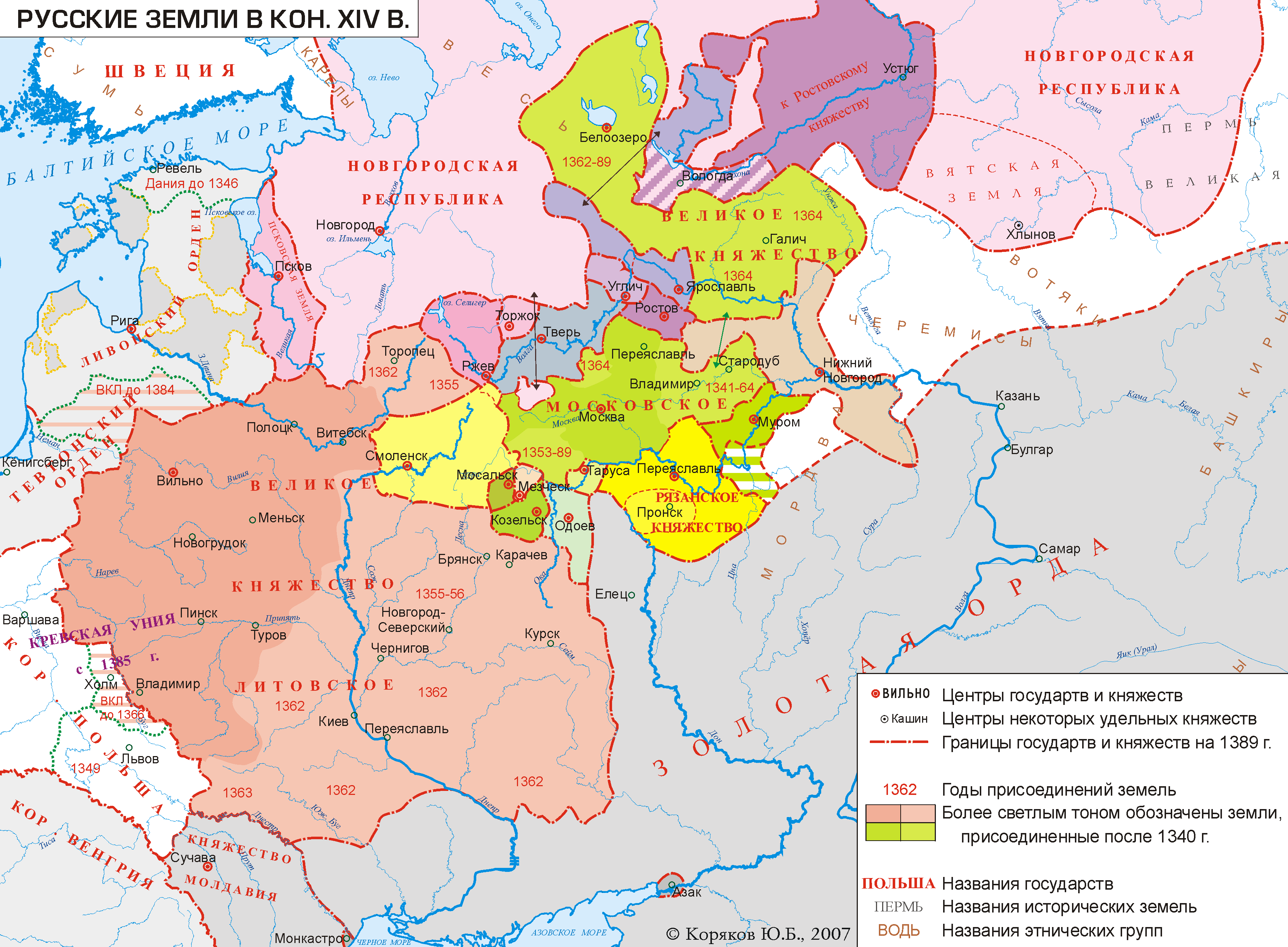
Ziemie ruskie w 1389 roku

Obszar ten był kluczową częścią tzw. węzłowiska Orszy, które stanowiło niewielki lądowy odcinek na rzecznej trasie północ – południe, znanej od wczesnego średniowiecza jako szlak „od Waregów do Greków”, który łączył rzekami ruskimi Skandynawię z Konstantynopolem. W IX – X wieku w Gniezdowie (14 km od Smoleńska) znajdował się wielki ośrodek wikingów, który kontrolował ten odcinek szlaku.
Po upadku Rusi Kijowskiej przebiegał tędy obszar graniczny między wpływami mongolskimi a litewskimi.
Brama Smoleńska była jednym z pięciu przejść, przez które następowała wczesna ekspansja państwa moskiewskiego (XV – XVI w.) z jego rdzeniowego obszaru międzyrzeczy Wołgi – Oki i Oki – Kamy (pozostałe bramy to: Biełozierska, Archangielska, Kamska i Kazańska).
Ekspansja Moskwy na zachód została zahamowana przez Litwinów, którzy od XIII wieku starali się kontrolować to przejście, a nawet czasowo zajmowali sam Smoleńsk (jeszcze przed 1239 rokiem). W 1320 roku Litwini opanowali Witebsk nad Dźwiną oraz swobodnie operowali na terenie Smoleńszczyzny. W 1313 roku książę smoleński Iwan Aleksandrowicz przestał płacić trybut Złotej Ordzie i przed 1340 rokiem uznał się lennikiem wielkiego księcia litewskiego Giedymina (z tego powodu w 1340 roku Smoleńszczyznę spustoszyła karna ekspedycja wojsk tatarskich, moskiewskich i innych księstw ruskich).
Kontrolowanie Bramy Smoleńskiej umożliwiło Litwinom skuteczną rywalizację z Moskwą o hegemonię na obszarze księstw ruskich w XIV wieku. Stanowiła ona również bazę wypadową do litewskich wypadów na ziemie ruskie, między innymi na Czernichowszczyznę i Siewierszczyznę. Wielki książę litewski Olgierd w sojuszu z księstwami smoleńskim i twerskim, przedsięwziął trzy wyprawy na Moskwę: w latach 1368, 1370 i 1372. Okres tych najazdów jest nazywany w rocznikach ruskich mianem litewszczyzny (ros. Литовщина).

### Unia polsko-litewska

Królestwo Polskie i Wielkie Księstwo Litewskie w drugiej połowie XV wieku

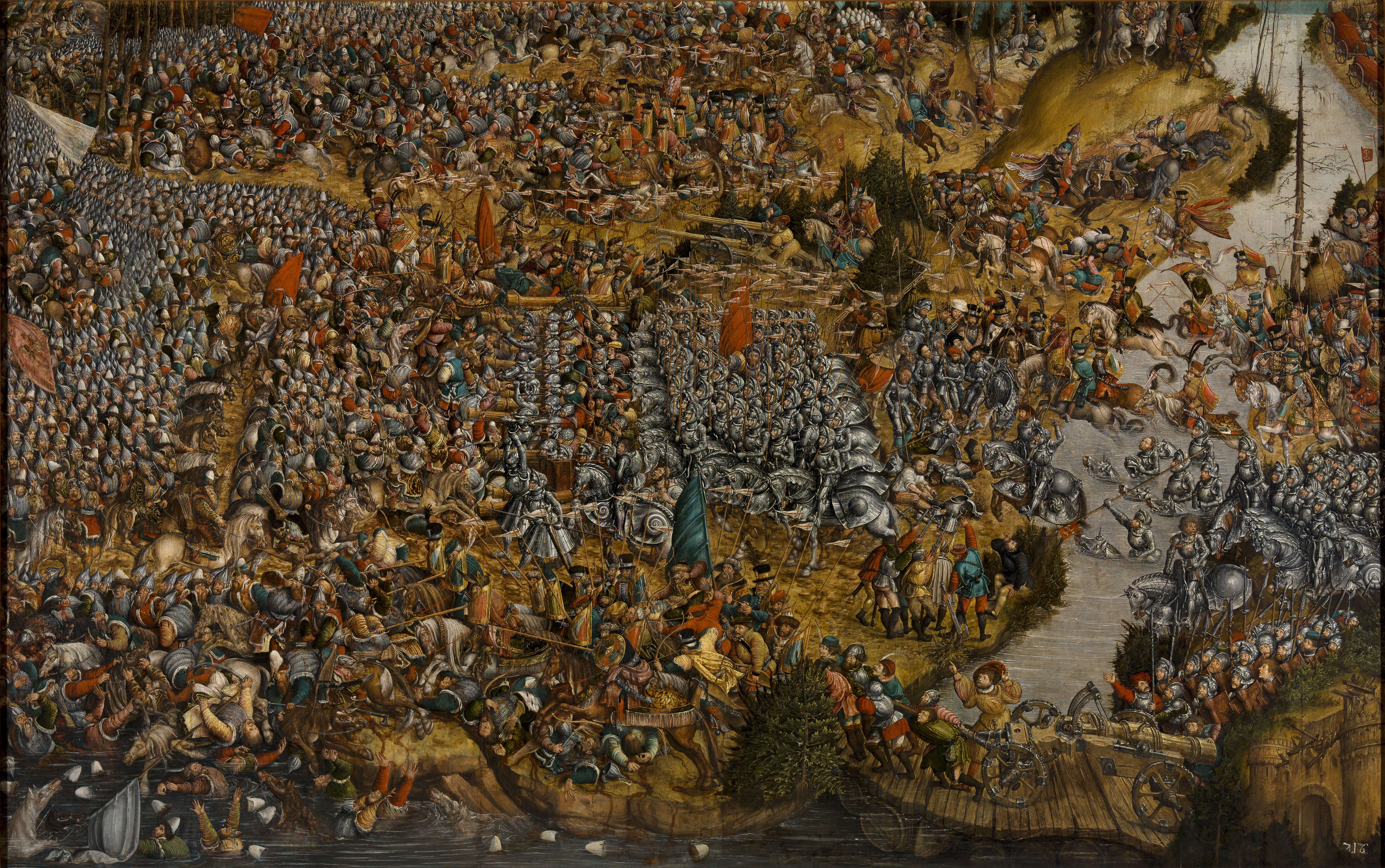
Bitwa pod Orszą w 1514 – obraz z XVI w.

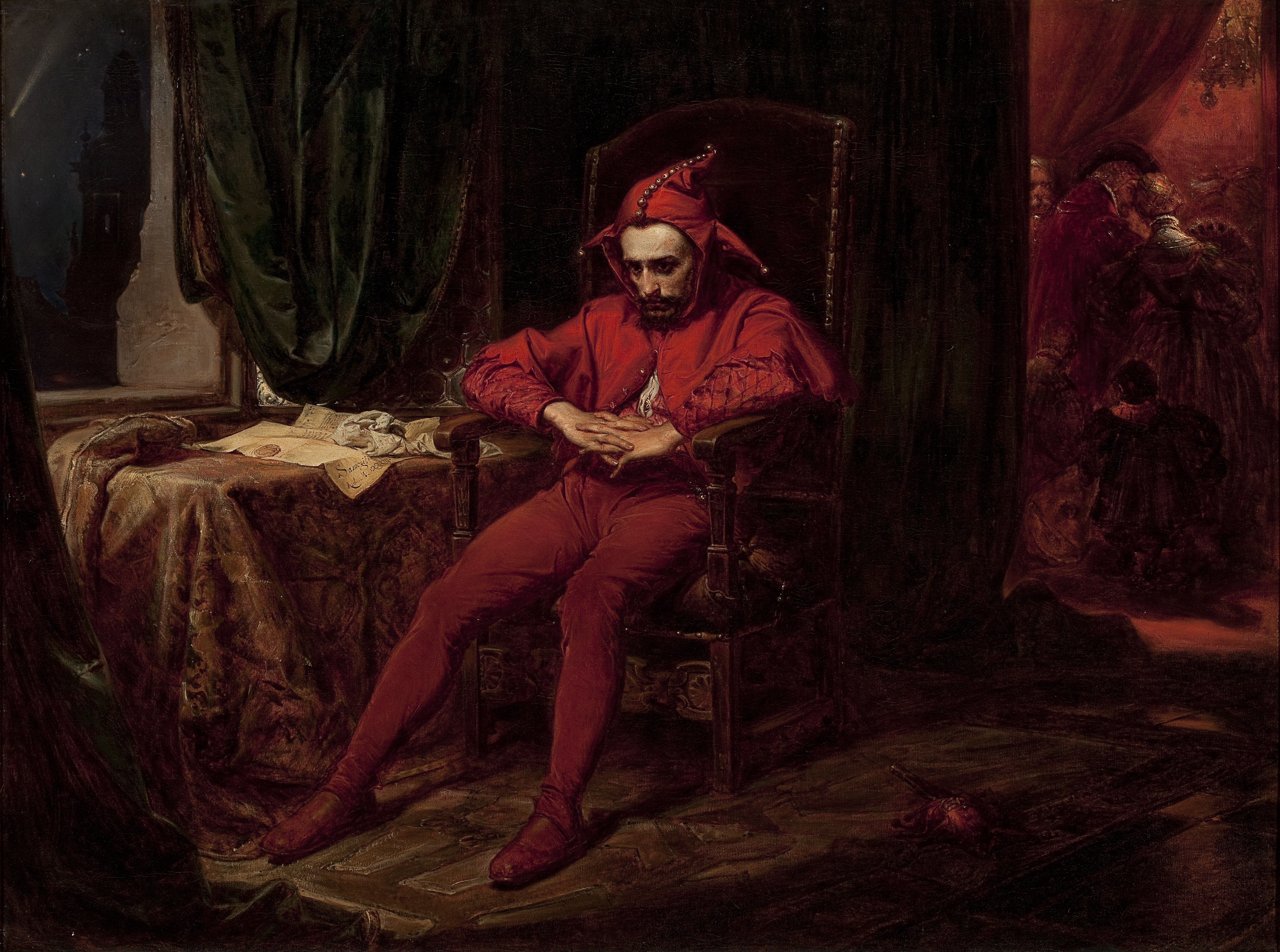
Stańczyk w czasie balu na dworze królowej Bony wobec straconego Smoleńska – obraz Jana Matejki z 1862 roku

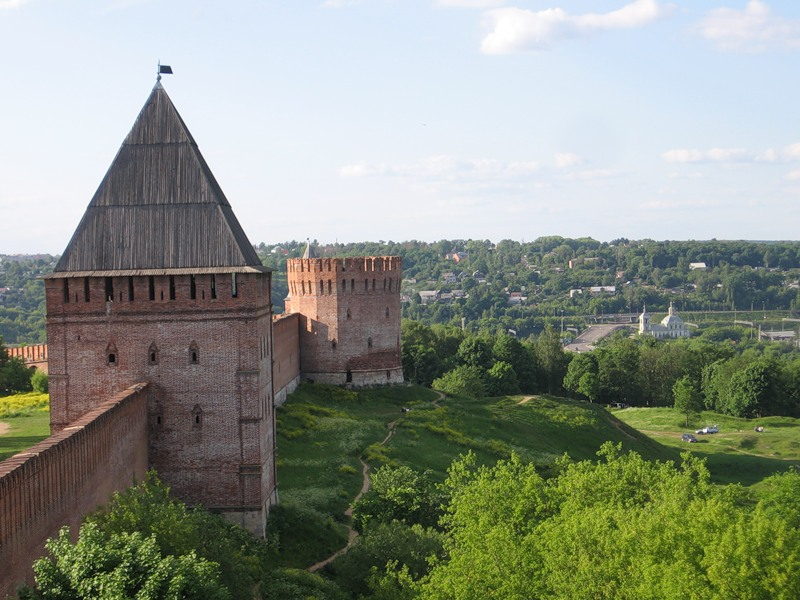
Wieże twierdzy smoleńskiej z końca XVI wieku

W XIV i XV wieku Brama Smoleńska była strefą graniczną między rywalizującymi ze sobą Wielkim Księstwem Litewskim (od 1385 w unii z Polską) a Wielkim Księstwem Moskiewskim (do 1480 lennikiem Złotej Ordy).
Księstwem Smoleńskim władali początkowo udzielni książęta, którzy zachowywali niezależność lawirując między Litwą a Moskwą. Po zawarciu unii polsko-litewskiej książę smoleński Jerzy Światosławicz złożył w 1387 roku hołd Koronie Królestwa Polskiego i przysięgę wierności z całej ziemi smoleńskiej. W 1395 roku Witold zajął podstępem Smoleńsk i ustanowił tam swojego namiestnika zamieniając lenne księstwo w prowincję litewską. W 1401 Witold osłabiony klęską nad Worsklą utracił miasto, lecz w latach 1404–1405 przedsięwziął przy wsparciu polskich oddziałów Jagiełły wyprawę zbrojną, która zakończyła się podbojem i likwidacją Księstwa Smoleńskiego. Sam Smoleńsk został zajęty po dwumiesięcznym oblężeniu 26 czerwca 1404 roku. Odtąd ziemia smoleńska była częścią Wielkiego Księstwa Litewskiego (kilka lat później pod Grunwaldem w ramach armii litewskiej walczyły trzy chorągwie smoleńskie pod wodzą Lingwena).
Po trwałym opanowaniu Bramy Smoleńskiej, Witold przedsięwziął trzy wyprawy na Moskwę: w latach 1406, 1407 i 1408. W czasie działań w roku 1408 miało miejsce pierwsze bezpośrednie starcie polsko-moskiewskie – nad graniczną rzeką Ugrą obozował marszałek koronny Zbigniew z Brzezia ze swoimi oddziałami. Starcie nad Ugrą zakończyło się zawarciem pokoju i ustaleniem granicy, która przetrwała niemal sto lat. Duże obszary za Dnieprem nadal znajdowały się pod panowaniem litewskim, a sama Brama Smoleńska stanowiła zaporę przed Moskwą.
Przejścia broniła przede wszystkim największa twierdza w Smoleńsku, a także inne ważne twierdze: od północy nad Dźwiną Witebsk, Suraż, Wieliż i Biała, a od południa nad Dnieprem Orsza, Dubrowna i Dorohobuż. Od zachodu wejścia do Bramy strzegł Druck, a od wschodu Wiaźma. Jak zauważa Jacek Bartosiak:
W dobie samodzielności politycznej Wielkiego Księstwa Litewskiego oraz w początkach federacyjnych z Koroną granicą panowania litewskiej i moskiewskiej strefy politycznej była rzeka Ugra na wschód od Smoleńska, płynąca między Wiaźmą a Kaługą, całkiem blisko Moskwy. Z czasem rzeka ta stała się granicą kultury łacińskiej, zachodnioeuropejskiej – klasycznej.
W pierwszej połowie XV wieku Litwa uzyskała znaczną przewagę nad Moskwą, która dodatkowo pogrążyła się w latach 1425–1453 w wojnie domowej. Witold i rody litewskie ingerowali w konflikt i dążyli do podporządkowania sobie całej Rusi nawet kosztem zerwania unii z Polską. Zakończeniem tych zmagań był zawarty 31 sierpnia 1449 roku „pokój wieczysty” (ros. Вечный мир) między młodym królem Kazimierzem Jagiellończykiem a Wasylem II Ślepym (wnukiem Witolda), który ustanawiał granicę stref wpływów Litwy i Moskwy w Europie Wschodniej. Litwa rezygnowała z ingerowania w sprawy Moskwy, a Moskwa uznała zwierzchnictwo litewsko-polskie nad dużą częścią Rusi, w tym nad stołecznym i metropolitalnym Kijowem. Pokój z roku 1449 pozwolił jednak Moskwie na wzmocnienie się terytorialne i uniezależnienie od Złotej Ordy.
Po śmierci Jagiellończyka Moskwa pod wodzą Iwana III Srogiego ponowiła próby ekspansji na zachód, czego wyrazem była wojna z lat 1492–1494 i zabór Księstw Wierchowskich. W wyniku wojny 1500–1503 państwo polsko-litewskie osłabione najazdami tatarskimi i nieudaną wyprawą mołdawską utraciło na rzecz Wielkiego Księstwa Moskiewskiego ziemie wschodnie leżące za Dnieprem (ok. 1/3 ziem litewskich), w tym wschodnie twierdze Bramy Smoleńskiej – Dorohobuż nad Dnieprem oraz Białą nad Dźwiną. Otworzyło to Moskwie drogę na Smoleńsk. Jednak pomimo znacznego zwycięstwa w bitwie nad rzeką Wiedroszą, Moskale odstąpili od oblężenia miasta. W następnej wojnie (1507–1508) wojska króla Zygmunta Starego odniosły zwycięstwo w pierwszej bitwie pod Orszą w 1508, odpierając najeźdźców. Dorohobuż i Biała, a także Wiaźma na wschodzie, wróciły do Litwy.
Przełomem okazała się wojna 1512–1522, gdy wojska moskiewskie Wasyla III zdołały w 1514 roku zdobyć Smoleńsk. Po dwutygodniowym oblężeniu wojewoda smoleński Jerzy Sołłohub skapitulował 31 lipca 1514 roku i na drugi dzień oddał miasto Moskalom. Nieco ponad miesiąc później (8 września) wojska kniazia moskiewskiego poniosły wielką klęskę w drugiej bitwie pod Orszą, co zahamowało ich dalszy marsz na zachód. Sama Orsza pozostała przy Litwie i odtąd stanowiła główną graniczną twierdzę Rzeczypospolitej na wschodzie. Niemniej spektakularne zwycięstwo pod Orszą nie zostało wyzyskane i Moskwa utrzymała Smoleńsk.
Nieudane próby odbicia Smoleńska podejmowali Zygmunt Stary (wojna 1534–1537) oraz Zygmunt August (jedna z kampanii wojny północnej z lat 1558–1570).

### Rzeczpospolita

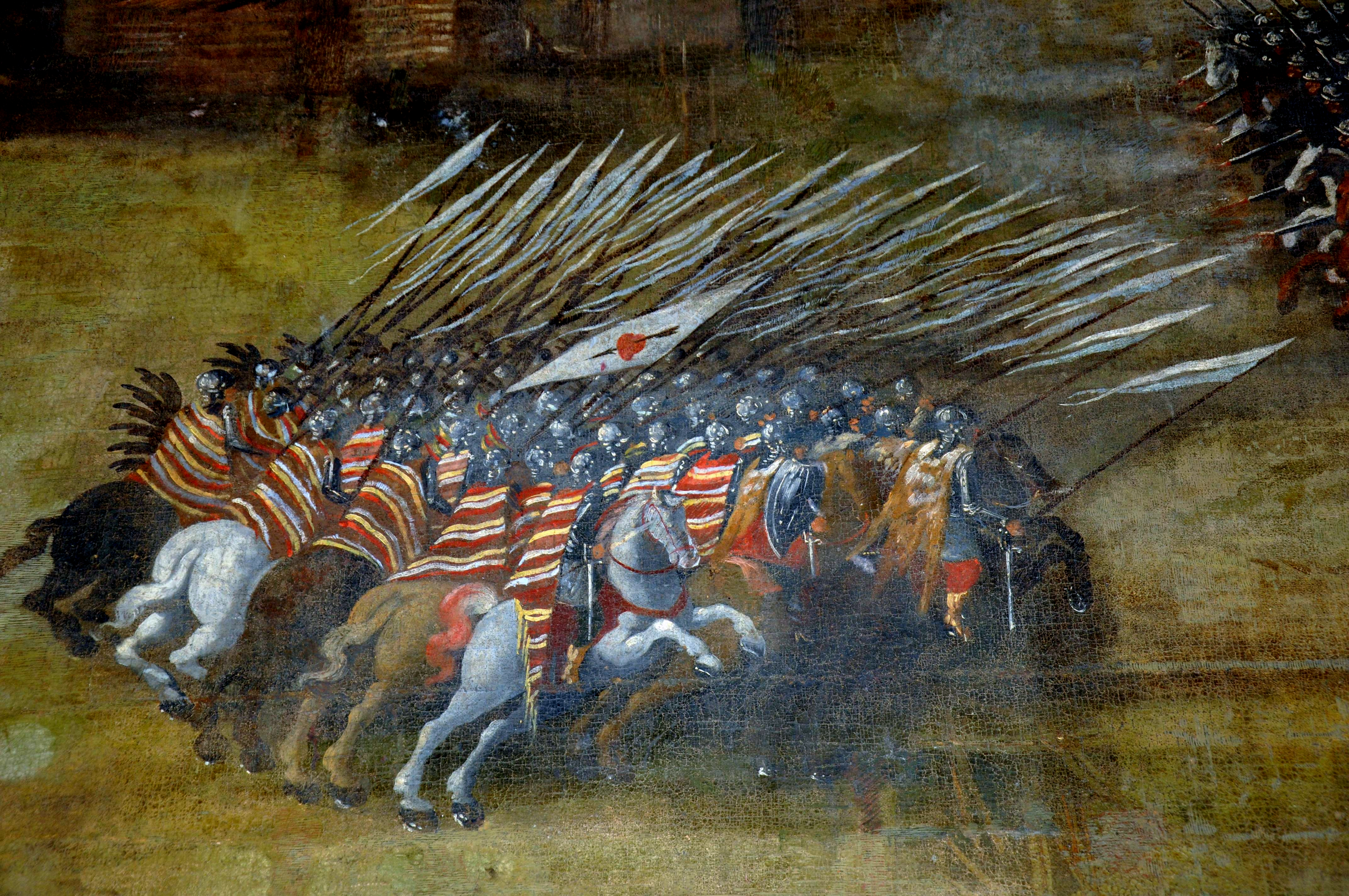
Bitwa pod Kłuszynem (1610) – fragment obrazu Szymona Boguszowicza z 1620 r.

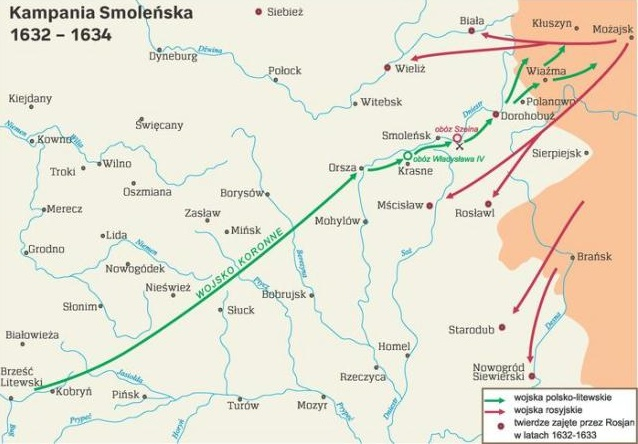
Wojna smoleńska 1632-1634

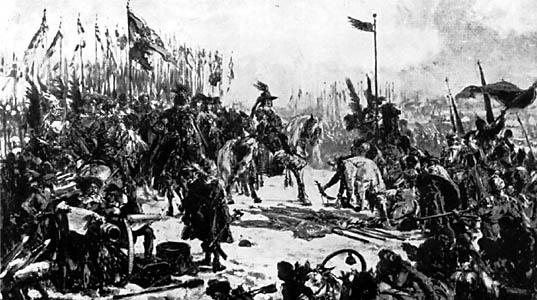
Król Władysław IV Waza pod Smoleńskiem (w 1634) – zaginiony obraz Jana Matejki

„Potop rosyjski” (1654-1667)

W wyniku zwycięskiej wojny pskowskiej (1577–1582) Stefan Batory odzyskał dla Rzeczypospolitej ważną twierdzę Połock nad Dźwiną oraz Inflanty, co znacznie zmieniło na jej korzyść układ sił w rejonie. Pozwoliło to na odzyskanie panowania nad całą Bramą Smoleńską na początku XVII wieku, za czasów Zygmunta III Wazy w związku z tzw. dymitriadami.
We wrześniu roku 1609 wojska polsko-litewskie pod wodzą Lwa Sapiehy rozpoczęły dwuletnie oblężenie Smoleńska. W tym czasie Polacy pokonali śpieszącą na odsiecz Smoleńskowi armię rosyjsko-szwedzką pod Kłuszynem (4 lipca 1610) i wkroczyli do Moskwy (12 września). 13 czerwca 1611 Smoleńsk został zdobyty i wrócił do Rzeczypospolitej, stając się znów główną litewsko-polską twierdzą Bramy Smoleńskiej, umacnianą m.in. przez króla Zygmunta III Wazę. W pobliżu powstały lub zostały rozbudowane inne fortyfikacje.
Na strategiczne znaczenie Bramy Smoleńskiej w tamtym okresie zwrócił uwagę na początku XX wieku rosyjski historyk Siergiej Płatonow:
W XVI–XVII w. Smoleńsk nazywano kluczem Moskwy (clavis Moscvae). Można go było nazwać także kluczem Litwy, ponieważ kto nim władał, posiadał możliwość ekspansji na obszary zachodniej Dźwiny i górnego Dniepru, jeśli celem ekspansji była Litwa. Jeśli Smoleńsk stanowił bazę operacyjną przeciw Moskwie, to z niego można było iść nie tylko na Moskwę, ale i na Twer i całą północną Ruś.
W tym ważnym dla strategii obu państw znaczeniu dramatyczną próbą odbicia Bramy Smoleńskiej przez Rosjan okazała się tzw. wojna smoleńska z lat 1632–1634, którym przez dwa lata udawało się blokować Smoleńsk. Armia rosyjska zdobyła Wiaźmę i Dorohobuż, a potem rozpoczęła trwające rok oblężenie Smoleńska (od 18 października 1632 od 4 października 1633). Jednak latem z odsieczą zdążyły przybyć wojska Rzeczypospolitej na czele z nowo koronowanym królem Władysławem IV. W trwającej do lutego 1634 bitwie pod Smoleńskiem (tzw. „odsiecz smoleńska”) otoczyły oblegających twierdzę Rosjan i zadały im klęskę uwalniając miasto. Wojna smoleńska zakończyła się podpisaniem 14 czerwca 1634 r. niezwykle korzystnego dla Rzeczypospolitej „wieczystego pokoju” w Polanowie.
Katastrofalne skutki miała natomiast następna, trwająca 14 lat wojna polsko-rosyjska 1654-1667, znana też jako „potop rosyjski”. W maju 1654 roku osłabiona powstaniem na Ukrainie Rzeczpospolita stanęła wobec potężnego najazdu rosyjskiego. Na Wielkie Księstwo Litewskie wkroczyły trzy armie, a na Ukrainę dodatkowo czwarta, która połączyła się z wojskami zaporoskimi. Największa, środkowa armia pod wodzą samego cara Aleksego I Romanowa, która liczyła ponad 40 tysięcy ludzi, uderzyła z Wiaźmy przez Bramę Smoleńską. Mające jej bronić wojska hetmana Janusza Radziwiłła, liczące zaledwie 8 tysięcy żołnierzy i pozbawione szansy na odsiecz, zostały wyparte przez oddziały Jakowa Czerkaskiego. 1 czerwca poddała się Biała, 3 czerwca Dorohobuż, a 23 czerwca rozpoczęto oblężenie Smoleńska, którego polska załoga skapitulowała dopiero 15 września. W tym czasie Czerkaski zdobył Orszę (7 sierpnia) i pobliskie miasteczko Kopyś (11 sierpnia), które uczynił swoją siedzibą. Do następnego roku Rosjanie zajęli ponad połowę terytorium Rzeczypospolitej, a dodatkowo do Polski wkroczyli Szwedzi (którzy chcieli uprzedzić atak rosyjski na Inflanty) rozpoczynając potop szwedzki. Rzeczpospolita olbrzymim wysiłkiem wyparła najpierw Szwedów, a następnie Rosjan. Jednak w wyniku wojny na zawsze straciła Smoleńsk i znów oparła się na twierdzy w Orszy.
Aż do I rozbioru granica Rzeczypospolitej opierała się na Bramie Smoleńskiej, a do II rozbioru sięgała do niej częściowo (wzdłuż Dźwiny i Druci). Utrzymanie przez Rosjan najważniejszej twierdzy w Smoleńsku umożliwiało im swobodne operowanie na wschodnim terytorium Rzeczypospolitej, stopniowe uzależnienie jej polityczne (od 1717 roku), a następnie doprowadzenie do jej upadku.

### Wojny szwedzkie i napoleońskie

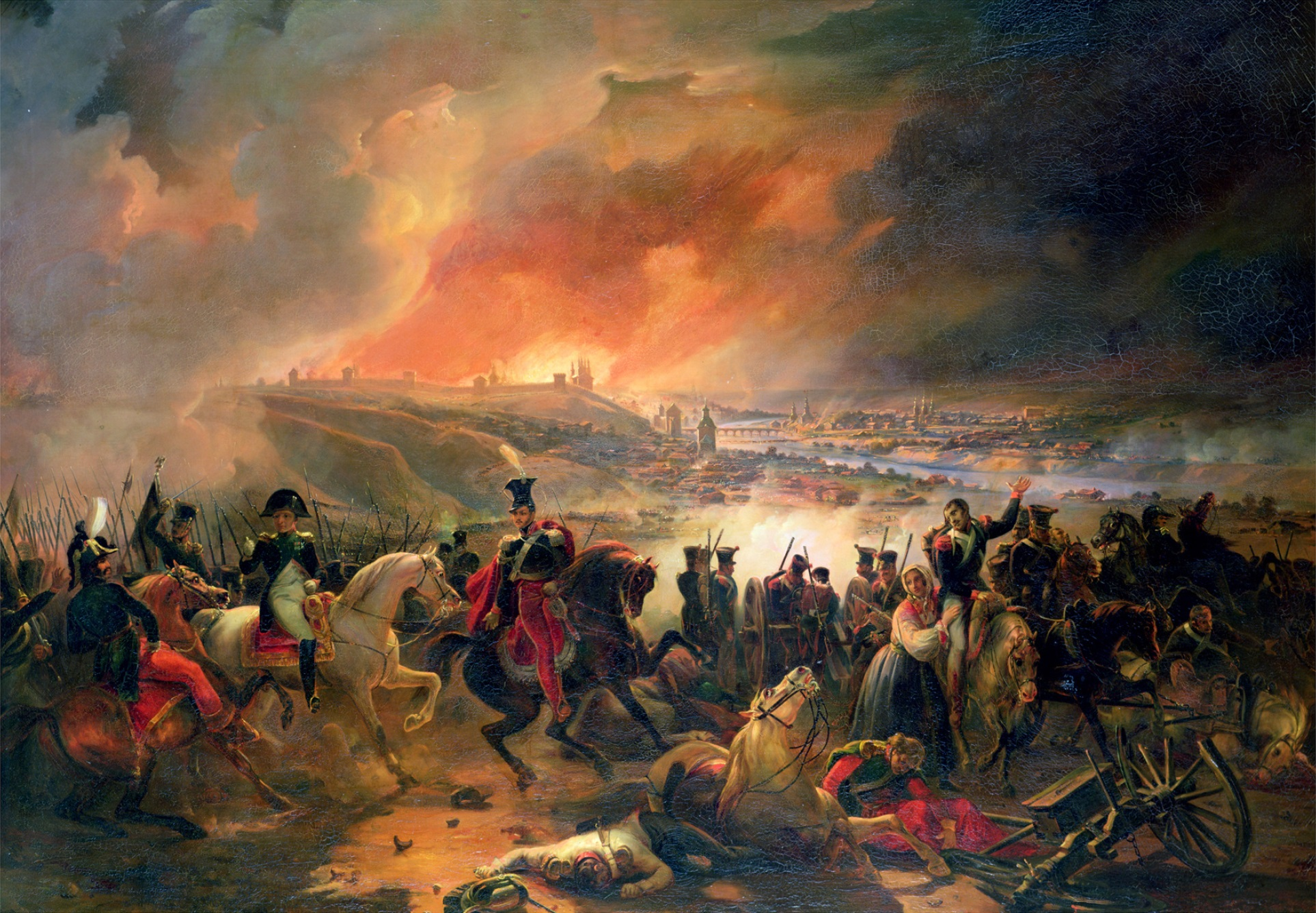
Napoleon Bonaparte i książę Józef Poniatowski pod Smoleńskiem 17 sierpnia 1812 – obraz Jeana-Charlesa Langlois

W rejonie tym w 1708 starły się Szwecja z Rosją w trakcie wielkiej wojny północnej (pomimo formalnej neutralności Rzeczpospolita wspierała Rosję przeciw Szwedom), między innymi pod Smoleńskiem i pod Leśną, co zamknęło armii szwedzkiej drogę na Moskwę. Szwedzi pod wodzą Karola XII skierowali się na południe, w stronę Ukrainy, gdzie doznali ostatecznej klęski pod Połtawą.
24 czerwca 1812 wojska Cesarza Francuzów Napoleona przekroczyły Niemen i wkroczyły na teren byłego Wielkiego Księstwa Litewskiego, rozpoczynając w ten sposób wojnę z Rosją. Oficjalnie pretekstem do wojny była proklamacja Sejmu Księstwa Warszawskiego przywracająca Królestwo Polskie i włączająca do niego ziemie zabrane (stąd oficjalnie Napoleon nazwał tę kampanię „drugą wojną polską”). W rzeczywistości chodziło o zmuszenie Cesarza Wszechrusi Aleksandra do przystąpienia do blokady kontynentalnej przeciwko Anglii. Rosjanie unikali walnej bitwy, wobec czego wojsko francuskie bez walki zajęły Wilno (28 czerwca), a później Witebsk nad Dźwiną (28 lipca). Armia rosyjska wycofała się za Dniepr i do Smoleńska z zamiarem obrony twierdzy. Wówczas Napoleon przeprowadził z Witebska manewr smoleński (10-15 sierpnia), uważany za mistrzowską operację taktyczną, oskrzydlając zaskoczonych Rosjan od południa. Chociaż wbrew oczekiwaniom Napoleona bitwa o Smoleńsk stoczona w dniach 16–18 sierpnia nie okazała się decydującym starciem, to otworzyła Francuzom prostą drogę do Moskwy.
Po klęsce Francuzów w czasie odwrotu Wielkiej Armii w rejonie Bramy Smoleńskiej poniosła ona kilka porażek, aż w końcu wycofała się ze Smoleńska (16 listopada) otwierając wojskom rosyjskim drogę do zwycięskiej kontrofensywy.

### XX wiek

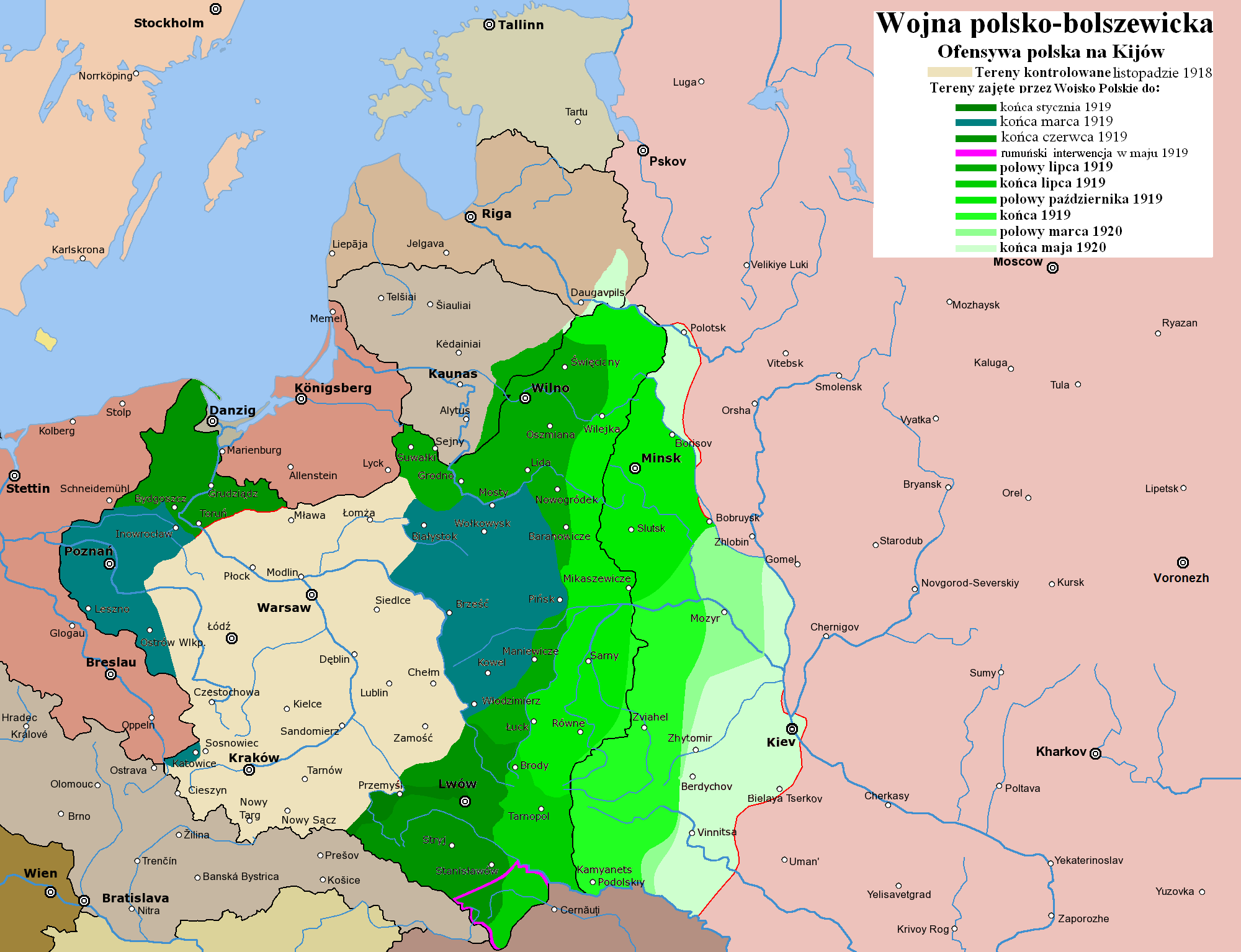
Zasięg wojsk polskich w wojnie polsko-bolszewickiej 1919–1920

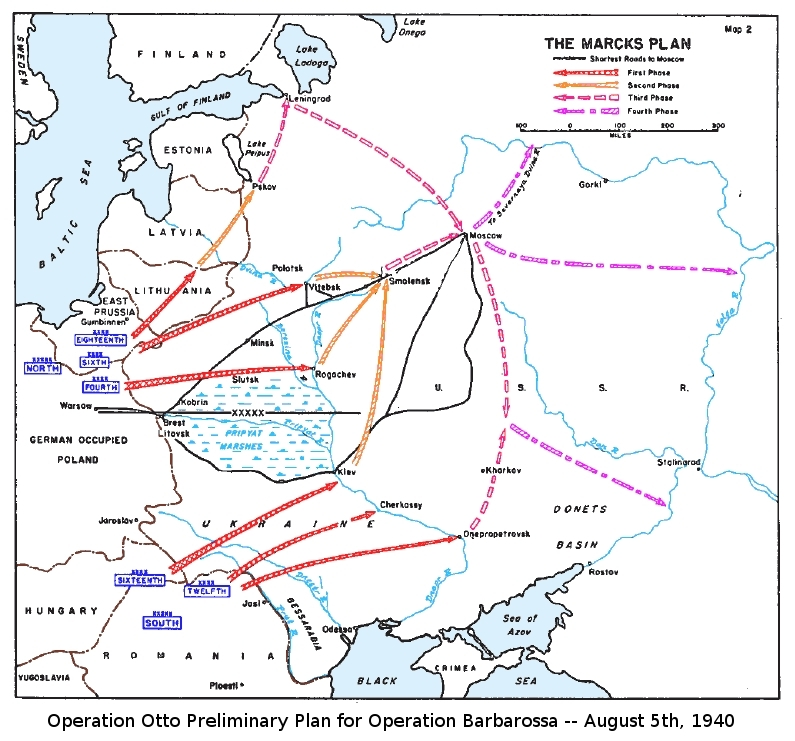
Planowany kierunek operacji „Barbarossa” w 1941 r.

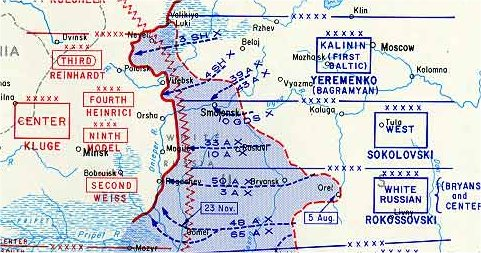
Mapa operacji smoleńskiej w 1943 r.

Pod koniec I wojny światowej wojska niemieckie wykorzystały przewrót bolszewicki w Rosji i uzyskały przewagę na froncie wschodnim osiągając swój najdalszy zasięg. W lutym 1918 Niemcy podjęły operację Faustschlag, znaną też jako wojna jedenastodniowa (18 lutego – 3 marca) szybką ofensywę na odcinku białoruskim dochodząc do linii Dniepru i Dźwiny. 3 marca 1918 Rosja Sowiecka podpisała z państwami centralnymi traktat brzeski. Przejęte od Niemców tereny wschodniej Białorusi (łącznie ze Smoleńskiem) weszły w skład Białoruskiej SRR, a następnie częściowo włączone do Rosyjskiej FSRR.
W trakcie wojny polsko-sowieckiej podczas operacji jesiennej 1919 roku wojska polskie osiągnęły na Froncie Litewsko-Białoruskim granice Rzeczypospolitej z I rozbioru, zdobyły miasto Lepel i ustanowiły linię graniczną na rzece Berezynie (wydarzenia te są tłem autobiograficznej powieści Floriana Czarnyszewicza Nadberezyńcy pisanej z perspektywy polskiej szlachty zaściankowej osiadłej od stuleci między Berezyną a Dnieprem). W czasie sowieckiej kontrofensywy w maju i czerwcu 1920 r. o przejście między Dnieprem a Dźwiną toczyły się walki, jednak armia polska została wyparta. Po Bitwie Warszawskiej i niemeńskiej osiągnięto rozejm na linii Niemen-Dźwina.
Dowódcy obu stron zdawali sobie sprawę ze strategicznego znaczenia Bramy Smoleńskiej.
Michaił Tuchaczewski napisał w książce Pochód za Wisłę:
Na północ od błot Berezyny, między Leplem i Dźwiną, znajduje się sucha przestrzeń, wygodna do przesuwania i działań wielkich mas wojska. Prawda, że rejon ten jest poryty przez jeziora, jednakże tutaj wojsko działać będzie w okolicy ludnej, a przede wszystkim armia czynna ma tutaj wygodne połączenia: rzekę Dźwinę i węzeł kolejowy połocki. Obszar ten Polacy nazywają «wrotami smoleńskimi».
W odpowiedzi Józef Piłsudski wyjaśnił:
Istotnie, dwie główne rzeki pogranicza, istniejącego niegdyś pomiędzy Rzecząpospolitą Polską a państwem carów, Dźwina i Dniepr, formują swym górnym biegiem względnie wąski korytarz, zamknięty u swego wyjścia ku wschodowi największym miastem w tamtym kraju – Smoleńskiem. Toteż wszystkie najazdy i wyprawy, czy to ze strony polskiej czy rosyjskiej, z konieczności o Smoleńsk zawadzały, robiąc zeń jak gdyby wrota, do których pukano przede wszystkim, gdy chodziło o operacje w większych rozmiarach. Smoleńsk był zdobywany przez tę czy przez inną stronę w przeciągu wieków za każdym razem, gdy szło o większe wojny, toczone w owych czasach.
Na mocy traktatu ryskiego cała Brama Smoleńska znalazła się na terytorium ZSRR, co uniemożliwiło skuteczną obronę podczas sowieckiej agresji we wrześniu 1939 roku.
W czasie II wojny światowej Brama Smoleńska odegrała podobną rolę, jak we wszystkich wcześniejszych wojnach z Rosją. W początkach niemieckiego ataku na Związek Radziecki latem 1941 rozegrała się kilkutygodniowa bitwa pod Smoleńskiem (6 lipca – 5 sierpnia), która otworzyła Wehrmachtowi drogę na Moskwę. 
Natomiast działania Armii Czerwonej – były to operacja smoleńska (operacja Suworow, VIII–X 1943), operacja orszańska (nieudana, X–XII 1943), operacja witebska (nieudana, II–13 1944) i operacja witebsko-orszańska (część operacji Bagration, VI 1944) – umożliwiły odzyskanie strategicznego obszaru i otwarcie drogi na zachód. Jednym ze starć operacji orszańskiej była bitwa pod Lenino (12–13 października 1943) w pobliżu miasteczka Lenino (historycznie Romanowo, dawna posiadłość Radziwiłłów), nad rzeką Miereją (dopływ Dniepru, dawna rzeka graniczna między Rzecząpospolitą a Rosją), w której swój chrzest bojowy miała polska 1 Dywizja Piechoty im. Tadeusza Kościuszki.

## Znaczenie strategiczne
Jak twierdzi Jacek Bartosiak, Brama Smoleńska z punktu widzenia interesów Polski ma również obecnie znaczenie strategiczne, zamykając na wschodzie „polski teatr wojny”. Według niego:
Rosjanie uderzając na białoruskim obszarze działań wojennych wychodzącym z bramy smoleńskiej, mogą zwinąć cały polski front i przenieść wojnę – jak już wiele razy w historii bywało – nad środkową Wisłę, a więc do serca Rzeczypospolitej, paraliżując przez to główne ośrodki jej siły politycznej i obronnej.